# Waltrud Will-Feld

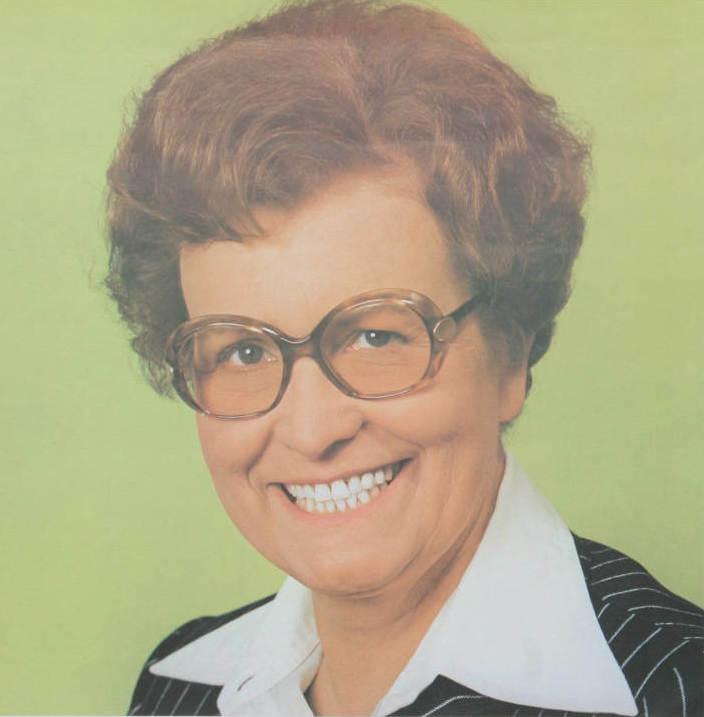
Waltrud Will-Feld (1976)

Waltrud Will-Feld (* 11. Juni 1921 als Waltrud Feld in Bernkastel-Kues; † 25. Oktober 2013 in Wittlich) war eine deutsche Politikerin (CDU).

## Leben und Beruf
Nach dem Abitur 1939 am Gymnasium in Traben-Trarbach nahm Will-Feld ein Studium der Mathematik und Physik an der Philipps-Universität Marburg auf, das sie jedoch aufgrund ihrer Hochzeit vorzeitig beendete. 1941 heiratete sie ihren ehemaligen Deutschlehrer Dr. Hermann Will, der im Zweiten Weltkrieg ums Leben kam. Aus der Ehe gingen zwei Söhne hervor. Am 17. September 1941 beantragte sie die Aufnahme in die NSDAP und wurde zum 1. Oktober desselben Jahres aufgenommen (Mitgliedsnummer 8.952.351). Nach dem Krieg zunächst Hausfrau und alleinerziehende Mutter, war sie seit 1950 als Steuerbevollmächtigte und seit 1960 als Steuerberaterin tätig.
1968 trat sie in die Christlich Demokratische Union Deutschlands ein. 1969 wurde sie in den Kreistag des Kreises Bernkastel-Wittlich und 1972 durch ein Überhangmandat in den Deutschen Bundestag gewählt, dem sie bis 1990 angehörte. In der siebten Wahlperiode war sie über die Landesliste der CDU Rheinland-Pfalz ins Parlament eingezogen; von der achten bis zur elften Wahlperiode gewann sie je ein Direktmandat.
Sie starb an den Folgen eines Darmkrebsleidens.

## Veröffentlichungen
- Die finanzielle Situation der Einelternfamilie: zur Neuregelung des Familienlastenausgleichs und der Steuergesetzgebung. In: Informationen für die Frau Jg. 33, 1984, Nr. 11/12, S. 13–15